# Clarissa Peters Russell

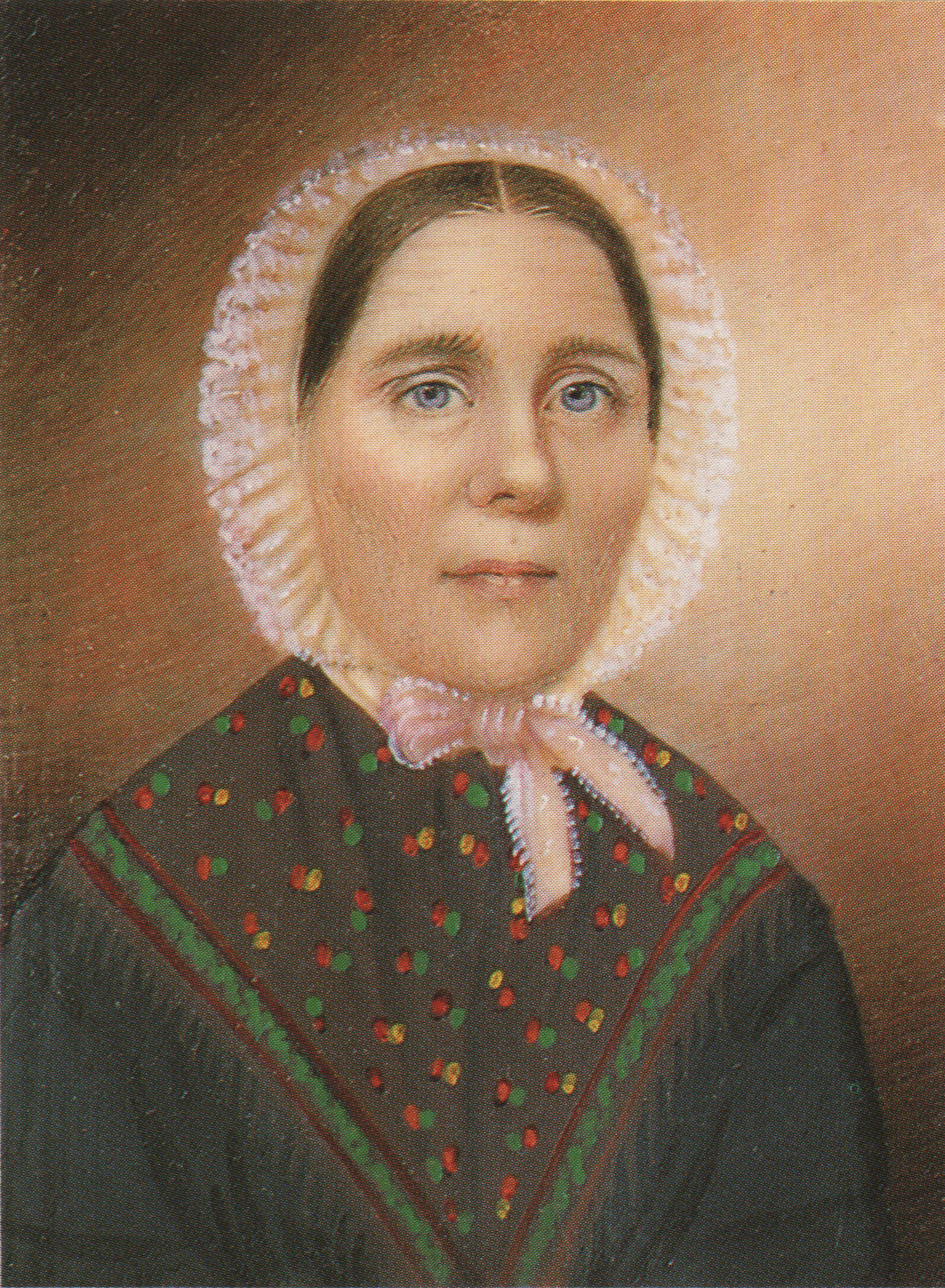
Clarissa Peters Russell: Self-Portrait (ca. 1850)

Clarissa Peters Russell (* 1. Februar 1809 in Andover, Massachusetts, USA; † 12. August 1854 in Boston, Massachusetts) war eine US-amerikanische Miniaturmalerin. Sie war häufig als Mrs. Moses B. Russell bekannt.  Da sie ihren Ehemann Moses B. Russell, den sie 1839 heiratete, unterstützte und oft unter seiner Signatur arbeitete, sind ihre Werke nur schwer von seinen zu unterscheiden. Darüber hinaus wurden ihre Miniaturen häufig Joseph Whiting Stock (1815–1865) zugeschrieben.

## Leben

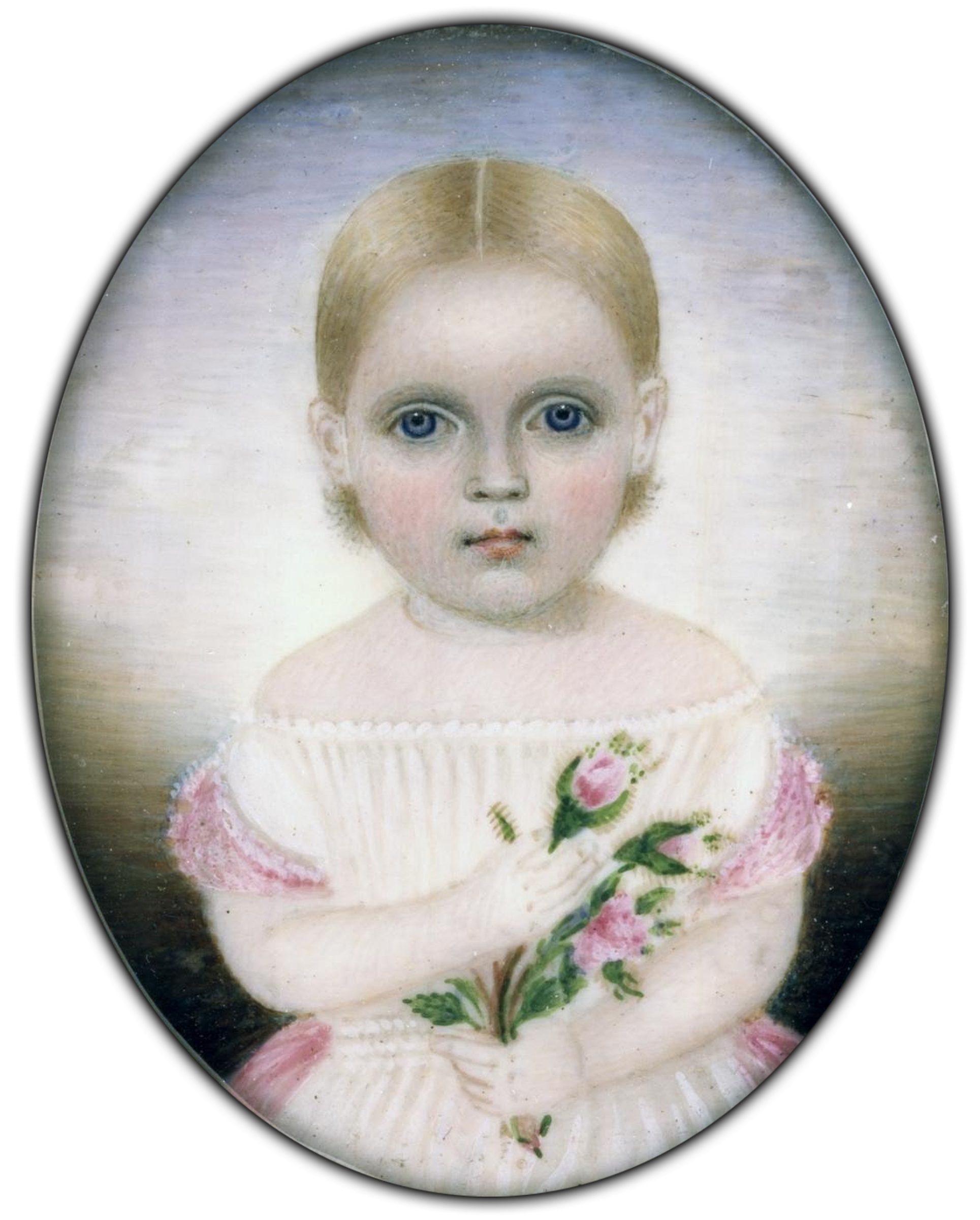
Mrs. Moses B. Russell: Portrait of a Girl (Clarissa Peters). Museum of Fine Arts, Houston

Clarissa Peters stammte aus einer großen Familie mit zwölf Kindern aus Andover. Ihre Eltern waren Elizabeth Farrington Davis und der Lokalpolitiker John Peters. Über ihre Jugend ist wenig bekannt. Möglicherweise besuchte sie die Franklin Academy, eine der ersten Mädchenschulen in Massachusetts. Sie unterrichtete früh an der Blue Hill Academy in Maine, wo sie vermutlich bei Jonathan Fisher Aquarelltechniken lernte. Ab 1835 lebte sie in Boston, wo sie Miniaturen malte und Unterricht gab. 1839 heiratete sie in Providence den Miniaturmaler Moses B. Russell, mit dem sie eng zusammenarbeitete. Aus der Ehe ging ein Sohn hervor: Albert Cuyp Russell, der später als Graveur und Illustrator tätig war. Ab etwa 1842 lebten die Russells in Boston, wo sie ihre Werke im Boston Athenaeum, in der Boston Artists Association und in der Massachusetts Charitable Mechanic Association ausstellten. Clarissas Debüt erfolgte 1841 und wurde von der lokalen Presse positiv aufgenommen.

## Werk
Clarissa Peters Russells Spezialgebiet waren Miniaturporträts, insbesondere von Kindern und Frauen. Ihre Technik gilt als hochgradig ausgearbeitet, wobei sie den Fokus auf Zeichnung und Realismus legte. Ein Kunsthistoriker spricht von „highly finished, but with some defects in drawing“, ein anderer hebt ihre Vorliebe für Realismus in Kombination mit dekorativen Stoffen hervor. Oft signierte sie ihre Werke nicht selbst, sondern ließ sie unter dem Namen ihres Mannes laufen – teils aus geschäftlichen Gründen.

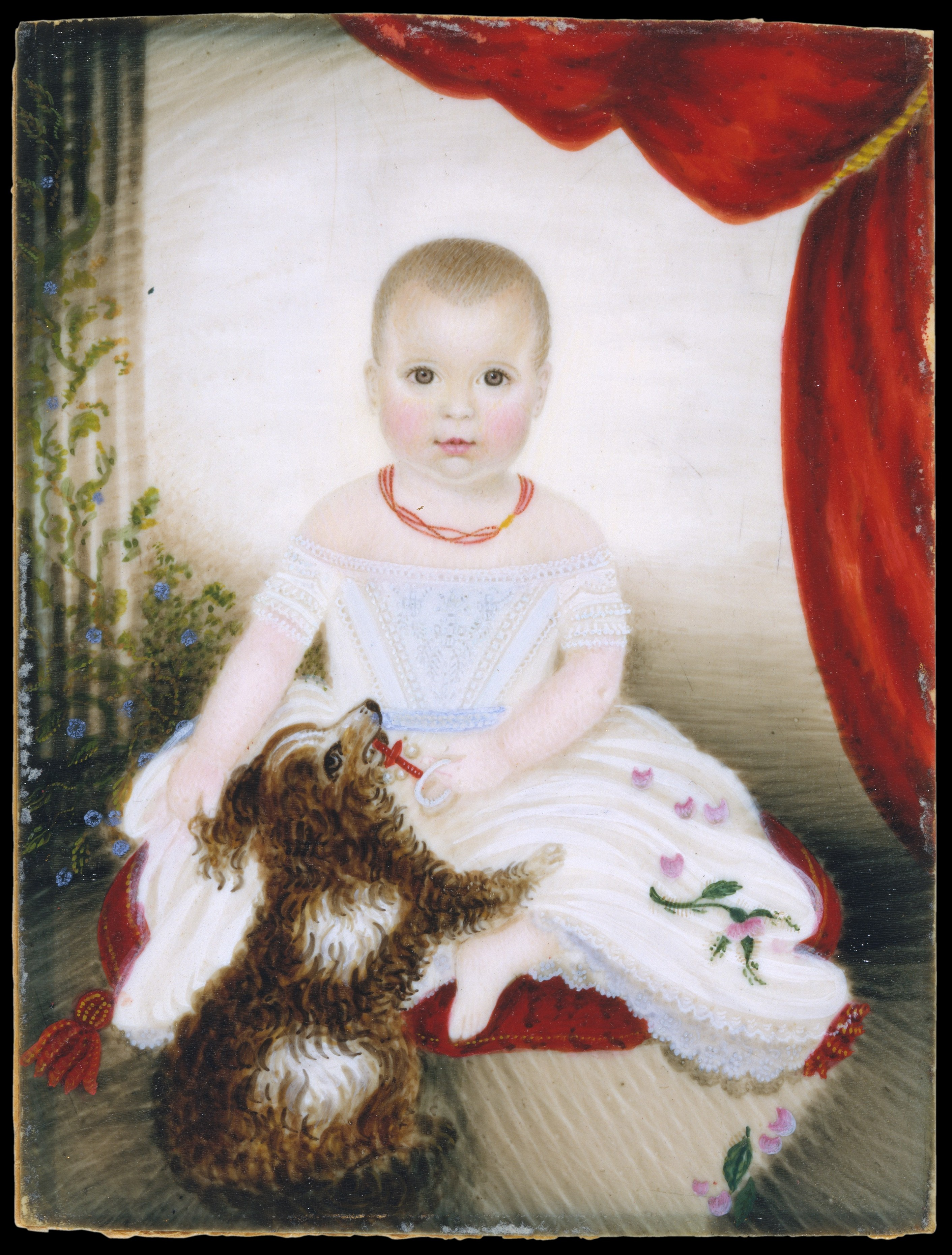
Baby with Rattle and Dog (1842), eines der Gemälde, das Mrs. Moses B. Russell (Clarissa Peters) zugeschrieben wird

Ein Beispiel ist das Aquarell und Gouache auf Elfenbein mit dem Titel Baby with Rattle and Dog (1842), das sich im Metropolitan Museum of Art befindet. Charakteristisch hierfür sind die detailreiche Technik, die Stoffdekoration, die leuchtenden Farben und die feinen Halos um die Köpfe. Ein weiteres Werk ist das um 1850 entstandene Child in a Pink Dress, das sich in der Yale University Art Gallery befindet. Es handelt sich dabei vermutlich um ein posthumes Porträt mit einem Halo als Hintergrund. Ein frühes erhaltenes Werk ist ein Album mit Blumen- und Pflanzenaquarellen, das in North Andover aufbewahrt wird. Ihr Stil weist einerseits naive Züge auf, ist andererseits aber sehr sorgfältig ausgeführt. Deshalb sind ihre Miniaturen heute bei Sammlern von Folk Art sehr gefragt.